# Niphona crampeli
Niphona crampeli là một loài bọ cánh cứng trong họ Cerambycidae.